# Dactyloptena tiltoni
Dactyloptena tiltoni är en fiskart som beskrevs av Eschmeyer, 1997. Dactyloptena tiltoni ingår i släktet Dactyloptena och familjen Dactylopteridae. Inga underarter finns listade i Catalogue of Life.